# NGC 4125
NGC 4125 (również PGC 38524 lub UGC 7118) – galaktyka eliptyczna (E6/P), znajdująca się w gwiazdozbiorze Smoka. Została odkryta 4 stycznia 1850 roku przez Johna Russella Hinda.
27 maja 2016 w galaktyce wybuchła supernowa nazwana SN 2016 coj. W chwili odkrycia miała jasność wizualną 15,5m.